# 默特尔·科尔宾
约瑟芬·默特尔·科尔宾（英語：Josephine Myrtle Corbin，1868年5月12日—1928年5月6日）是美国的杂耍演员，患有双臀畸胎。科尔宾19岁时与詹姆斯·克林顿·比克内尔结婚，并生了五子。她有两个骨盆，两对腿，同侧较小的内腿与较大的外腿是一对。据说她能移动她的内腿，但是它们太虚弱了，无法走路。

## 早年生活
科尔宾出生于美国田纳西州林肯縣。父亲是威廉·H·科尔宾，母亲是南希·科尔宾，出生时年龄分别为25岁和34岁。医生称她的父母外表上十分相似，“都有赤褐色头发、蓝眼睛和白皙皮肤”，并认为他们有血缘关系。威廉·H·科尔宾有四个孩子。默特尔的母亲称她出生时“并没有在分娩方面感到特别”。默特尔出生三周后体重约4.5千克，杂志上报道她“护理健康”并在“茁壮成长”。

## 职业生涯
科尔宾13岁时进入杂耍圈，绰号为“德克萨斯州的四腿女孩”，受到欢迎，引得其他表演者争相模仿。她退出杂耍圈后，仍有数个假冒的四脚女性替她表演。

## 医学文献的记载
19世纪的畸形学期刊和百科全书使用复杂的术语给她的病症命名，如“dipygus dibrachius tetrapus”、“posterior dichotomy subvariety schizorachis”等。

## 画廊

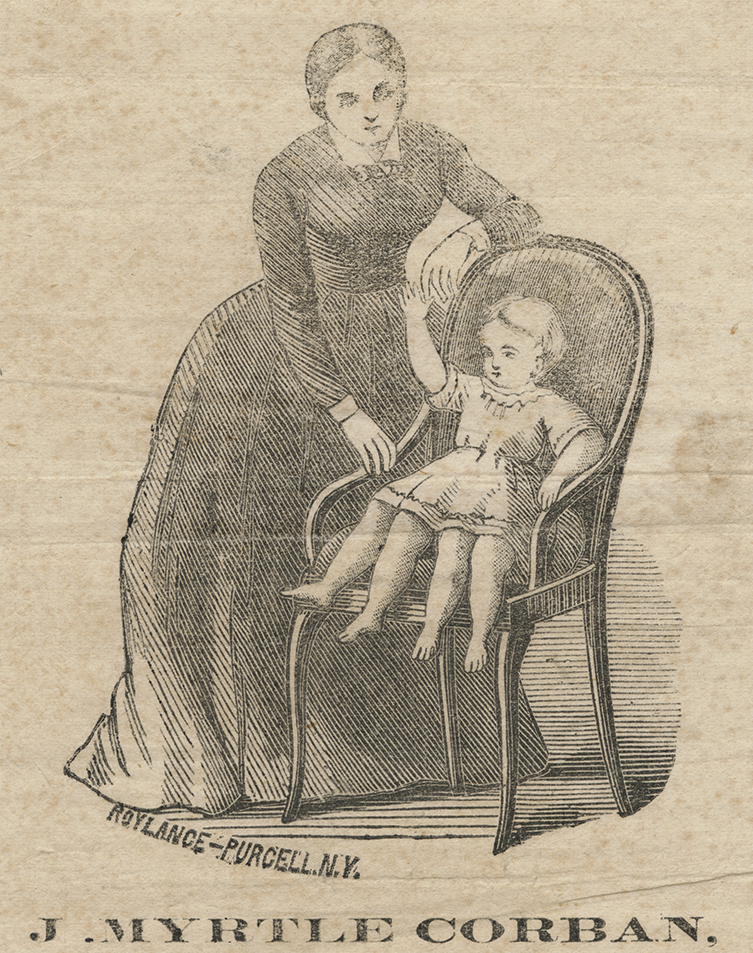
默特尔·科尔宾，绘于1871至1881年间
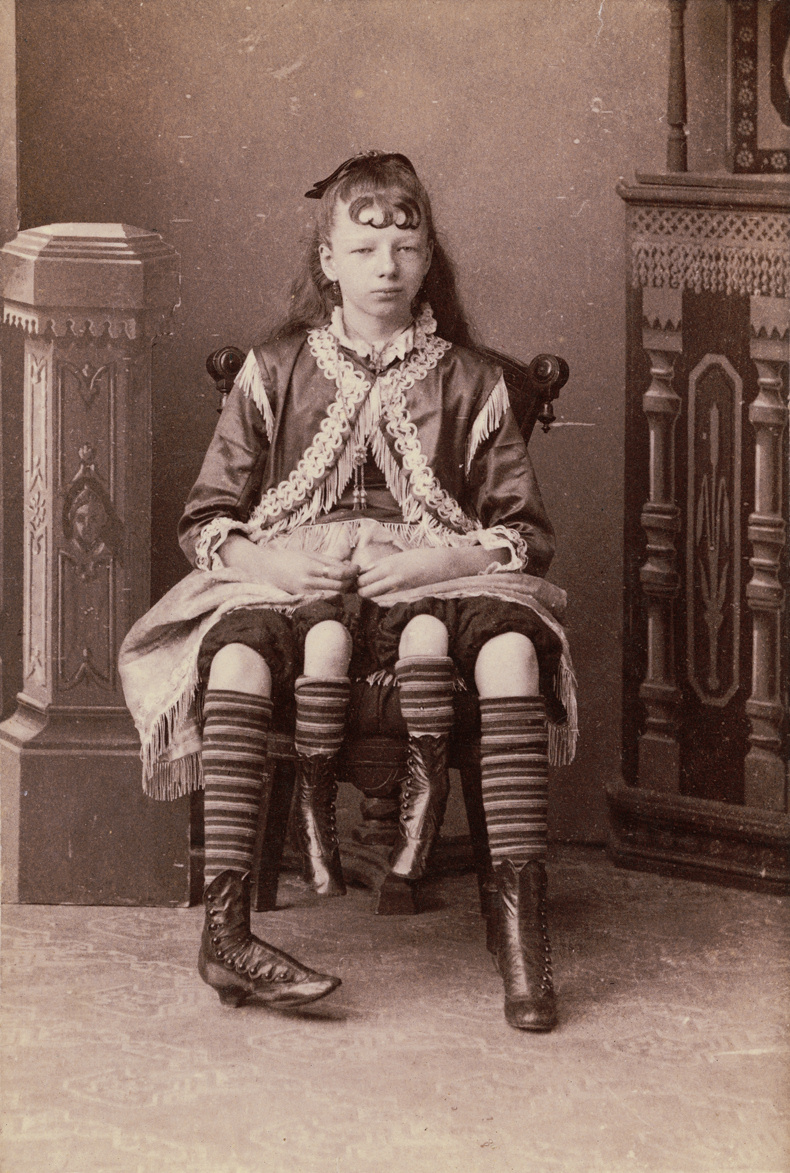
1882年的科尔宾
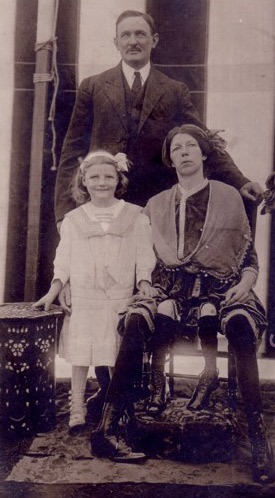
晚年的科尔宾

## 相关作品
- 2015年灰狼出版社（英语：Graywolf Press）出版的黛安·苏斯（英语：Diane Seuss）的诗歌《四腿女孩》（Four-Legged Girl），荣获2016年普利策诗歌奖[8]。